# Lista do protocolo de Estado da República Portuguesa
A ordem de precedência protocolar de titulares de cargos públicos em Portugal em cerimónias oficiais é regulada pela Lei das Precedências do Protocolo do Estado Português (Lei n.º 40/2006, de 25 de agosto).

## História
Antes de ser aprovada a atual lei protocolar, foi debatida a eventual inclusão do prelado da Igreja Católica e dos descendentes da antiga família real na ordem de precedência. Os partidos à direita (PPD/PSD e CDS-PP) apoiavam a inclusão, enquanto os partidos à esquerda (PS, PCP, BE e PEV) se opunham.

## Hierarquia protocolar
A ordem de precedência de titulares de cargos públicos do Estado Português em cerimónias oficiais é a seguinte:
1. Presidente da República (Marcelo Rebelo de Sousa);
2. Presidente da Assembleia da República (José Pedro Aguiar-Branco);
3. Primeiro-ministro (Luís Montenegro);
4. Presidente do Supremo Tribunal de Justiça (João Cura Mariano) e presidente do Tribunal Constitucional (José João Abrantes);
5. Presidente do Supremo Tribunal Administrativo (Jorge Aragão Seia) e presidente do Tribunal de Contas (Filipa Urbano Calvão);
6. Antigos presidentes da República (António Ramalho Eanes e Aníbal Cavaco Silva);
7. Ministros; [XXV Governo Constitucional]
8. Presidente ou secretário-geral do maior partido da oposição; (André Ventura, presidente do Chega)
9. Vice-presidentes da Assembleia da República (Teresa Morais, PPD/PSD; Diogo Pacheco de Amorim, CH; Marcos Perestrello, PS; Rodrigo Saraiva, IL) e presidentes dos grupos parlamentares (Hugo Soares, PPD/PSD; Pedro Pinto, CH; Eurico Brilhante Dias, PS; Mariana Leitão, IL; Isabel Mendes Lopes, L; Paula Santos, PCP; Paulo Núncio, CDS-PP);
10. Procurador-geral da República (Amadeu Guerra);
11. Chefe do Estado-Maior-General das Forças Armadas (José Nunes da Fonseca);
12. Provedor de Justiça (Cargo vago);
13. Representantes da República para as Regiões Autónomas dos Açores (Pedro Catarino) e da Madeira (Ireneu Barreto);
14. Presidentes das Assembleias Legislativas das Regiões Autónomas dos Açores (Luís Garcia) e da Madeira (Rubina Leal);
15. Presidentes dos Governos Regionais dos Açores (José Manuel Bolieiro) e da Madeira (Miguel Albuquerque);
16. Presidentes ou secretários-gerais dos outros partidos com representação na Assembleia da República (José Luís Carneiro, PS; Mariana Leitão, IL; Rui Tavares, L; Paulo Raimundo, PCP; Nuno Melo, CDS-PP; Mariana Mortágua, B.E.; Inês Sousa Real, PAN; Élvio Sousa, JPP);
17. Antigos presidentes da Assembleia da República (João Bosco Mota Amaral, Jaime Gama, Assunção Esteves, Eduardo Ferro Rodrigues e Augusto Santos Silva) e antigos Primeiros-Ministros (Francisco Pinto Balsemão, António Guterres, José Manuel Durão Barroso, Pedro Santana Lopes, José Sócrates, Pedro Passos Coelho e António Costa);
18. Conselheiros de Estado (António Lobo Xavier, Lídia Jorge, Luís Marques Mendes, Leonor Beleza, Joana Carneiro, Carlos Moedas, Pedro Nuno Santos e Carlos César);
19. Presidentes das comissões permanentes da Assembleia da República; [XVII Legislatura]
20. Secretários e subsecretários de Estado;
21. Chefes dos Estados-Maiores da Armada (Jorge Nobre de Sousa), do Exército (Eduardo Mendes Ferrão) e da Força Aérea (João Cartaxo Alves);
22. Deputados à Assembleia da República;
23. Deputados ao Parlamento Europeu;
24. Almirantes da Armada e marechais;
25. Chefes da Casa Civil (Fernando Frutuoso de Melo) e da Casa Militar (Luís Sousa Pereira) do Presidente da República;
26. Presidentes do Conselho Económico e Social (Luís Paes Antunes), da Associação Nacional de Municípios Portugueses (Luísa Salgueiro) e da Associação Nacional de Freguesias (Jorge Veloso);
27. Governador do Banco de Portugal (Mário Centeno);
28. Chanceleres das Ordens Honoríficas Portuguesas (Jaime Gama, Conselho das Antigas Ordens Militares; Manuela Ferreira Leite, Conselho das Ordens Nacionais; Helena Nazaré, Conselho das Ordens de Mérito Civil);
29. Vice-presidente do Conselho Superior da Magistratura (Luís Azevedo Mendes);
30. Juízes conselheiros do Tribunal Constitucional;
31. Juízes conselheiros do Supremo Tribunal de Justiça, do Supremo Tribunal Administrativo e do Tribunal de Contas;
32. Secretários e subsecretários regionais dos Governos das Regiões Autónomas dos Açores e da Madeira;
33. Deputados às Assembleias Legislativas das Regiões Autónomas;
34. Comandante-geral da Guarda Nacional Republicana (Rui Ribeiro Veloso) e diretor nacional da Polícia de Segurança Pública (Luís Carrilho);
35. Secretários-gerais da Presidência da República (Ana Cristina Baptista), da Assembleia da República (Anabela Cabral Ferreira), da Presidência do Conselho de Ministros (David Xavier) e do Ministério dos Negócios Estrangeiros (Francisco Ribeiro Telles);
36. Chefe do Protocolo do Estado (Francisco Vaz Patto);
37. Presidentes dos tribunais da relação e tribunais equiparados, presidentes do Conselho de Reitores das Universidades Portuguesas (António Sousa Pereira) e do Conselho Coordenador dos Institutos Superiores Politécnicos (Maria José Fernandes), bastonários das ordens e presidentes das associações profissionais de direito público;
38. Presidentes da Academia Portuguesa da História (Manuela Mendonça) e da Academia das Ciências de Lisboa (José Francisco Rodrigues), reitores das universidades e presidentes dos institutos politécnicos de direito público;
39. Membros dos conselhos das ordens honoríficas portuguesas;
40. Juízes desembargadores dos tribunais da relação e tribunais equiparados e procuradores-gerais-adjuntos, vice-reitores das universidades e vice-presidentes dos institutos politécnicos de direito público;
41. Presidentes das câmaras municipais;
42. Presidentes das assembleias municipais;
43. Governadores civis (cargo atualmente inexistente);
44. Chefes de gabinete do Presidente da República, do Presidente da Assembleia da República e do Primeiro-Ministro;
45. Presidentes, membros e secretários-gerais ou equivalente dos conselhos, conselhos nacionais, conselhos superiores, conselhos de fiscalização, comissões nacionais, altas autoridades, altos-comissários, entidades reguladoras, por ordem de antiguidade da respetiva instituição, diretores-gerais e presidentes dos institutos públicos, pela ordem dos respetivos ministérios e dentro destes da respetiva lei orgânica, provedor da Misericórdia de Lisboa (Paulo Alexandre de Sousa) e presidente da Cruz Vermelha Portuguesa (António Saraiva);
46. Almirantes e oficiais generais com funções de comando, conforme a respetiva hierarquia militar, comandantes operacionais e comandantes de zona militar, zona marítima e zona aérea, das Regiões Autónomas dos Açores e da Madeira;
47. Diretor do Instituto da Defesa Nacional (Isabel Ferreira Nunes) e comandantes do Instituto Universitário Militar (Pedro Sousa Costa), da Escola Naval (Carlos Rodrigues Campos), da Academia Militar (Lino Loureiro Gonçalves) e da Academia da Força Aérea (Fernando Costa), almirantes e oficiais generais de 3 e 2 estrelas;
48. Chefes de gabinete dos membros do Governo;
49. Subdiretores-gerais e diretores regionais;
50. Juízes de comarca e procuradores da República;
51. Vereadores das câmaras municipais;
52. Assessores, consultores e adjuntos do presidente da República, do presidente da Assembleia da República e do primeiro-ministro;
53. Presidentes das juntas de freguesia;
54. Membros das assembleias municipais;
55. Presidentes das assembleias de freguesia e membros das juntas e das assembleias de freguesia;
56. Diretores de serviço;
57. Chefes de divisão;
58. Assessores e adjuntos dos membros do Governo.